# Cmentarz komunalny w Wieluniu
Cmentarz komunalny w Wieluniu – cmentarz znajdujący się w Wieluniu przy ul. Roosevelta pomiędzy cmentarzem rzymskokatolickim a projektowaną południową częścią drogi średnicowej.
Pod koniec pierwszego dziesięciolecia XXI wieku, w związku z nikłymi zasobami terenów pod pochówki na wieluńskich cmentarzach wyznaniowych, podjęto decyzję o budowie cmentarza komunalnego. Pod uwagę brano dwie lokalizacje: w Wieluniu w sąsiedztwie cmentarza rzymskokatolickiego lub w podwieluńskiej Dąbrowie – wybrano pierwszą propozycję.
Cmentarz funkcjonuje od roku 2010.